# Đạo luật To Đẹp
Đạo luật Một Hoá đơn Tuyệt đẹp Khổng lồ (chữ Anh: One Big Beautiful Bill Act, viết tắt: OBBBA), hoặc gọi Đạo luật To Đẹp, Đạo luật OBBB, là một dự luật điều chỉnh ngân sách được đề xuất tại Quốc hội Hoa Kỳ khoá 119. Dự luật OBBBA đã được Hạ viện thông qua vào ngày 22 tháng 5 năm 2025, với kết quả sát nút 215 phiếu thuận – 214 phiếu chống – 1 phiếu trắng, chủ yếu theo đường lối đảng phái. Sau đó, phiên bản sửa đổi của dự luật đã được Thượng viện thông qua vào ngày 1 tháng 7 năm 2025 với tỉ số 51–50, trong đó Phó Tổng thống JD Vance đã bỏ lá phiếu quyết định để phá vỡ thế cân bằng.
Dự luật OBBBA do Hạ viện thông qua đề xuất:
- Gia hạn các điều khoản quan trọng của Đạo luật Cắt giảm Thuế và Việc làm năm 2017 (en), vốn sẽ hết hiệu lực vào cuối năm 2025.
- Cắt giảm mạnh chi tiêu công cho các chương trình phi quân sự, bao gồm:
  - Giảm chi tiêu cho chương trình Medicaid (bảo hiểm y tế cho người thu nhập thấp);
  - Giảm chi ngân sách cho Chương trình Hỗ trợ Dinh dưỡng Bổ sung (SNAP, en) – còn gọi là “phiếu thực phẩm”, thông qua các yêu cầu xét duyệt khắt khe hơn.
- Tăng thêm 150 tỉ USD cho ngân sách quốc phòng.
- Thu hẹp các ưu đãi thuế năng lượng sạch từng được ban hành trong Đạo luật Giảm Lạm phát (en).
- Gia hạn trần khấu trừ thuế tiểu bang và địa phương (SALT) – vốn cũng sẽ hết hiệu lực vào năm 2025;
  - Tăng mức khấu trừ SALT từ 10.000 USD lên 40.000 USD.

Theo Văn phòng Ngân sách Quốc hội Hoa Kỳ (CBO), dự luật OBBBA nếu được ban hành sẽ: Làm tăng thâm hụt ngân sách liên bang thêm 2.400 tỉ USD từ nay đến năm 2034; Khiến khoảng 10,9 triệu người Mỹ mất bảo hiểm y tế. Tuy nhiên, con số này đã bị nhiều thành viên Đảng Cộng hoà phủ nhận, trong đó có Chủ tịch Hạ viện Mike Johnson và Tổng thống Donald Trump. Không lâu sau đó, CBO điều chỉnh con số tăng thâm hụt lên 2.800 tỉ USD. Nhiều chuyên gia kinh tế cảnh báo rằng OBBBA có thể trở thành cuộc “chuyển dịch tài sản ngược” lớn nhất trong lịch sử Hoa Kỳ – tức là tài sản sẽ chảy từ người nghèo sang tay người giàu, thông qua các biện pháp cắt giảm phúc lợi xã hội và ưu đãi thuế cho giai cấp thượng tầng. Một cuộc thăm dò của Trung tâm Nghiên cứu Pew cho thấy: 49% người Mỹ phản đối dự luật; 29% ủng hộ; 21% chưa quyết định hoặc không có ý kiến.
Đạo luật OBBBA là minh chứng điển hình cho sự giằng co giữa cắt giảm chi tiêu công và giảm thuế, giữa phúc lợi xã hội và ưu đãi cho giới giàu, giữa ưu tiên quân sự và chăm lo y tế cộng đồng. Trong bối cảnh chính trị phân cực như hiện nay, tương lai của đạo luật này – cũng như hệ luỵ dài hạn của nó – vẫn còn là một dấu hỏi lớn, cần được quan sát kĩ lưỡng trong thời gian tới.

## Bối cảnh
Sau cuộc bầu cử Hoa Kỳ năm 2024, trong đó Đảng Cộng hoà giữ được quyền kiểm soát Hạ viện và giành lại Thượng viện, các nghị sĩ Cộng hoà đã bắt đầu tiến hành đàm phán để thông qua các chính sách đối nội của tổng thống đắc cử khi đó là Donald Trump. Trong một cuộc họp với các thượng nghị sĩ Cộng hoà vào tháng 12 năm 2024, John Thune - lãnh đạo phe đa số tại Thượng viện, đã trình bày một chiến lược lập pháp bước đầu tập trung vào an ninh biên giới, sản xuất năng lượng và quốc phòng, trong khi tạm gác lại các chính sách thuế. Tuy nhiên, ông Trump lại thúc đẩy một hướng đi khác: ông muốn một đạo luật duy nhất, “Đạo luật Một Hoá đơn Tuyệt đẹp Khổng lồ”, để giải quyết nguy cơ chấm dứt hiệu lực của các khoản cắt giảm thuế từng được ban hành theo Đạo luật Cắt giảm Thuế và Việc làm năm 2017. Dẫu vậy, chiến lược này tiềm ẩn rủi ro do có khả năng bị phản đối nội bộ từ các thành viên Đảng Cộng hoà không đồng thuận toàn phần.
Tháng 1 năm 2025, các thành viên Đảng Cộng hoà nhóm họp tại Fort Lesley J. McNair. Tại cuộc họp, Chủ tịch Hạ viện Mike Johnson xác nhận rằng Trump mong muốn một “Đạo luật To Đẹp” để hiện thực hoá trọn gói các chính sách của mình. Nhằm tạo điều kiện thuận lợi cho việc thông qua dự luật này, Đảng Cộng hoà đã quyết định sử dụng thủ tục hoà giải ngân sách (en)  — một cơ chế lập pháp đặc biệt cho phép dự luật được thông qua mà không cần đạt được 60 phiếu thuận tại Thượng viện, tức là né được thủ tục tranh luận kéo dài. Điều này đặc biệt quan trọng vì lúc đó Đảng Cộng hoà chỉ nắm giữ 53/100 ghế Thượng viện. Tuy nhiên, việc sử dụng cơ chế hoà giải đòi hỏi cả Hạ viện và Thượng viện phải thông qua các nghị quyết hướng dẫn giống hệt nhau trước khi có thể tiến hành thông qua dự luật ngân sách cuối cùng. Đây là một bước đi phức tạp về thủ tục nhưng đầy chiến lược, nhằm vượt qua rào cản lập pháp và nhanh chóng hiện thực hoá các ưu tiên của chính quyền mới.

## Nội dung cốt lõi
Thứ nhất, dự luật này nhằm vĩnh viễn hoá các điều khoản cắt giảm thuế thu nhập cá nhân theo Đạo luật Cắt giảm Thuế và Việc làm năm 2017, vốn dự kiến sẽ hết hiệu lực vào năm 2026. Dự luật cũng tăng cường các ưu đãi thuế cho trẻ em, người cao tuổi từ 65 tuổi trở lên, và người lao động trong lĩnh vực dịch vụ; miễn thuế cho tiền làm thêm giờ và tiền boa; đồng thời thiết lập các tài khoản tiết kiệm dành riêng cho trẻ em. Ngoài ra, dự luật nâng trần khấu trừ thuế tiểu bang và địa phương (SALT), tăng ngưỡng chịu thuế thừa kế và điều chỉnh ngưỡng này theo lạm phát.
Thứ hai, dự luật đề xuất cắt giảm mạnh chi tiêu cho an sinh xã hội và áp thuế đối với kiều hối. Cụ thể, hơn 600 tỉ USD chi phí cho chương trình Medicaid và hơn 260 tỉ USD cho chương trình hỗ trợ thực phẩm (SNAP) sẽ bị cắt giảm, đồng thời tăng đáng kể các điều kiện và tiêu chí để được hưởng những chương trình này. Ngoài ra, kiều hối do người nhập cư gửi về sẽ bị áp thuế “qua cửa” ở mức 5%, người xin tị nạn sẽ phải đóng lệ phí 1.000 USD cho mỗi đơn, và những người nhập cư không có giấy tờ sẽ phải trả 500 USD mỗi 6 tháng để duy trì giấy phép lao động. Dự luật cũng cấm các tiểu bang tự chi trả bảo hiểm y tế cho trẻ em nhập cư trái phép.
Thứ ba, để khuyến khích doanh nghiệp tái đầu tư, dự luật tăng giới hạn khấu trừ thuế thu nhập doanh nghiệp, cho phép doanh nghiệp trừ toàn bộ một lần đối với các khoản đầu tư vào tài sản sản xuất đủ tiêu chuẩn tại Hoa Kỳ, từ đó giúp giảm chi phí mở rộng sản xuất, đặc biệt là trong ngành chế tạo. Các doanh nghiệp đầu tư vào các khu vực nông thôn được chỉ định là “khu vực cơ hội” sẽ được hưởng thêm ưu đãi thuế.
Cùng lúc đó, dự luật siết chặt chính sách đối với các quỹ từ thiện. Thuế đánh trên lợi tức đầu tư của quỹ hiến tặng thuộc các trường đại học tư lập sẽ được chuyển thành thuế luỹ tiến — với các trường có quy mô lớn và giàu có, mức thuế này có thể tăng từ 1,4% lên tới 21%. Các tổ chức phi lợi nhuận cũng bị cắt giảm đáng kể các ưu đãi về thuế.
Ngoài ra, dự luật còn chứa nhiều điều khoản mang màu sắc ý thức hệ của Đảng Cộng hoà, như: bãi bỏ trợ cấp cho xe năng lượng tái tạo, áp phí sử dụng đối với xe điện, và cấm các cơ quan liên bang hoặc công ti bảo hiểm chi trả cho dịch vụ chăm sóc sức khỏe liên quan đến chuyển giới.

## Lịch sử lập pháp

### Đàm phán khung ngân sách
Vào ngày 21 tháng 2 năm 2025, Thượng viện Hoa Kỳ đã thông qua Nghị quyết S. Con. Res. 7 với tỉ lệ 52–48. Đây được xem là bước đầu tiên trong tiến trình thông qua hai dự luật hướng dẫn điều hoà ngân sách (en). Nghị quyết này cho phép một dự luật điều hoà ngân sách trong tương lai bao gồm 175 tỉ USD dành cho nhập cư và tăng cường kiểm soát biên giới, cùng với việc tăng thêm 150 tỉ USD cho ngân sách quốc phòng. Tuy nhiên, đáng lưu ý là nghị quyết không bao gồm việc gia hạn các khoản cắt giảm thuế được ban hành theo Đạo luật Cắt giảm Thuế và Việc làm năm 2017 dưới thời Tổng thống Trump. Thượng nghị sĩ Rand Paul (tiểu bang Kentucky) là thành viên Cộng hoà duy nhất phản đối nghị quyết này.
Ban đầu, Thượng viện dự định để Hạ viện thông qua nghị quyết ngân sách trước. Tuy nhiên, vào thời điểm đó, Hạ viện đang đối mặt với sự phản đối từ các thành viên bảo thủ tài chính trong nội bộ Đảng Cộng hoà, vốn không ủng hộ phương án gộp tất cả chính sách vào một dự luật duy nhất.
Ngày 25 tháng 2 năm 2025, Hạ viện đã thông qua Nghị quyết H. Con. Res. 14 với tỉ lệ sít sao 217–215. Nghị quyết này cho phép Đảng Cộng hoà thông qua một ngân sách có cắt giảm thuế trong khi giảm chi tiêu liên bang. Đồng thời, nó cũng cho phép Quốc hội nâng trần nợ công thêm 4 nghìn tỉ USD. Ban đầu, nghị quyết bị rút lại vì sự phản đối của các nghị sĩ Cộng hoà theo đường lối thắt lưng buộc bụng như Thomas Massie (Kentucky), Tim Burchett (Tennessee), Warren Davidson (Ohio) và Victoria Spartz (Indiana). Tuy nhiên, ban lãnh đạo Hạ viện đã thuyết phục được tất cả các nghị sĩ trên trừ Massie quay lại ủng hộ, và nghị quyết được bỏ phiếu đúng theo lịch trình. Ngoài ra, một số nghị sĩ ôn hoà cũng bày tỏ lo ngại về khả năng nghị quyết sẽ kéo theo cắt giảm Medicare và Medicaid. Thomas Massie là nghị sĩ Cộng hoà duy nhất tại Hạ viện phản đối nghị quyết này.
Vào rạng sáng ngày 5 tháng 4 năm 2025, Thượng viện thông qua phiên bản sửa đổi của H. Con. Res. 14 với tỉ lệ 51–48. Khác với nghị quyết của Hạ viện, nghị quyết ngân sách của Thượng viện chỉ đề xuất cắt giảm chi tiêu 4 tỉ USD, thấp hơn rất nhiều so với mức 1,5 nghìn tỉ USD được Hạ viện đề xuất. Đồng thời, Thượng viện cũng đề xuất tăng trần nợ lên 5 nghìn tỉ USD, tức nhiều hơn 1 nghìn tỉ USD so với đề xuất của Hạ viện. Cả hai phiên bản đều gia hạn các khoản cắt giảm thuế của năm 2017 dưới thời Trump. Các Thượng nghị sĩ Cộng hoà Susan Collins (Maine) và Rand Paul (Kentucky) đã bỏ phiếu phản đối cùng với toàn bộ các Thượng nghị sĩ Dân chủ.
Sau cuộc bỏ phiếu, hãng tin Reuters cho biết các nhà phân tích độc lập ước tính rằng, nếu được thực hiện đúng như văn bản hiện tại, nghị quyết sẽ làm tăng nợ công của Hoa Kỳ thêm 5,7 nghìn tỉ USD trong vòng 10 năm tới. Tuy nhiên, Đảng Cộng hoà lập luận rằng việc gia hạn các khoản cắt giảm thuế từ năm 2017 vốn đã có sẵn và không nên được tính là khoản nợ mới. Theo cách tính này, họ cho rằng chỉ có khoảng 1,5 nghìn tỉ USD nợ mới sẽ được cộng thêm vào tổng nợ quốc gia.
Để tiếp tục quy trình điều hoà ngân sách, Hạ viện cần phải thông qua nghị quyết sửa đổi của Thượng viện. Lãnh đạo Cộng hoà tại Hạ viện dự kiến tổ chức cuộc bỏ phiếu vào ngày 9 tháng 4. Tuy nhiên, kế hoạch này bị hoãn lại do 12 nghị sĩ bảo thủ tài chính phản đối. Cuối cùng, nghị quyết được thông qua vào sáng hôm sau với tỉ lệ 215–214, sau khi Thượng viện cam kết sẽ theo đuổi ít nhất 1,5 nghìn tỉ USD cắt giảm chi tiêu. Hai nghị sĩ Cộng hoà Thomas Massie và Victoria Spartz tiếp tục là những người duy nhất trong đảng của họ phản đối nghị quyết.

### Thông qua tại Thượng viện
Sau khi Hạ viện thông qua Dự luật To Đẹp (OBBBA), dự luật được chuyển đến Thượng viện để xem xét.
Thượng viện do Đảng Cộng hoà kiểm soát đã sửa đổi dự luật này. Các Thượng nghị sĩ Cộng hoà theo đường lối bảo thủ tài chính — thường được gọi là “diều hâu thâm hụt” — như Ron Johnson (Wisconsin), Rick Scott (Florida), Mike Lee (Utah), và Rand Paul (Kentucky), đã thúc đẩy việc cắt giảm chi tiêu sâu hơn nữa. Trong khi đó, các Thượng nghị sĩ ôn hoà như Susan Collins (Maine), Lisa Murkowski (Alaska), Jerry Moran (Kansas) và nhà dân tuý Josh Hawley (Missouri) lại bày tỏ lo ngại về việc cắt giảm chương trình Medicaid. Những nhân vật ôn hoà khác như John Curtis (Utah) và Thom Tillis (North Carolina), cùng với Murkowski và Moran, cũng tỏ ra lo ngại về việc chấm dứt các khoản tín dụng thuế năng lượng xanh. Những “diều hâu quốc phòng” như Mike Rounds (South Dakota) thì phản đối điều khoản liên quan đến đấu giá phổ tần trong dự luật.
Các Thượng nghị sĩ Dân chủ đã tìm cách vận dụng Quy tắc Byrd, vốn ngăn cản việc dùng quy trình điều hoà ngân sách để thông qua các điều khoản “ngoại vi” làm tăng chi tiêu liên bang, nhằm loại bỏ nhiều điều khoản khỏi dự luật. Họ lập luận rằng các nội dung như: gia hạn cắt giảm thuế năm 2017 của Trump, lệnh cấm kéo dài 10 năm đối với việc các tiểu bang ban hành luật về trí tuệ nhân tạo, hạn chế quyền lực của tòa án liên bang trong việc cưỡng chế lệnh khinh tòa, chấm dứt thuế sản xuất ống giảm thanh, ngừng cấp ngân sách cho Planned Parenthood, cấm Medicaid chi trả cho dịch vụ chăm sóc y tế theo nhận diện giới cho mọi lứa tuổi, và rút ngắn quy trình xin giấy phép cho các dự án nhiên liệu hóa thạch, đều vi phạm Quy tắc Byrd.
Ông John Thune - lãnh đạo khối đa số Thượng viện, đặt mục tiêu thông qua phiên bản OBBBA của Thượng viện trước ngày 4 tháng 7 năm 2025.
Ngày 20 tháng 6 năm 2025, bà Elizabeth MacDonough - chuyên gia nghị sự Thượng viện, đã phán quyết rằng một số điều khoản từ các uỷ ban Thượng viện về Ngân hàng, Công trình Công cộng và Môi trường, và Dịch vụ Vũ trang vi phạm Quy tắc Byrd và không thể đưa vào một dự luật hoà giải cần 50 phiếu. Những điều khoản bị loại bao gồm: giới hạn tài trợ cho Cục Bảo vệ Tài chính Người tiêu dùng, cắt giảm 1,4 tỉ USD tiền lương cho nhân viên Cục Dự trữ Liên bang, cắt giảm 293 triệu USD cho Văn phòng Nghiên cứu Tài chính, xoá bỏ Hội đồng Giám sát Kế toán Công ti Niêm yết, bãi bỏ một phần Đạo luật Giảm Lạm phát, huỷ bỏ tiêu chuẩn khí thải đa chất của EPA cho xe sản xuất sau năm 2026, và cắt tài trợ cho Bộ Quốc phòng nếu các yêu cầu ngân sách không được nộp đúng hạn.
Tính đến ngày 24 tháng 6, bà MacDonough tiếp tục loại bỏ thêm các điều khoản khác: hạn chế quyền của nguyên đơn trong việc kiện để xin lệnh cấm hoặc lệnh hạn chế chống lại chính phủ liên bang, cho phép các bang thực hiện cưỡng chế tại biên giới Hoa Kỳ, ép USPS bán xe điện, Đạo luật REINS, cho phép nhà đầu tư bỏ qua đánh giá môi trường bằng cách nộp phí, và ép buộc các tiểu bang phải chi trả ít nhất 5% chi phí cho SNAP. Đến ngày 27 tháng 6, bà cũng loại bỏ điều khoản miễn thuế cho ống giảm thanh và điều khoản mở rộng học bổng Pell cho các chương trình đào tạo ngắn hạn phục vụ nhu cầu lao động.
Ngày 28 tháng 6, Thượng viện bỏ phiếu về một đề nghị thủ tục để bắt đầu tranh luận về dự luật. Ban đầu, các Thượng nghị sĩ bảo thủ tài chính như Ron Johnson và Rand Paul, cùng với Thượng nghị sĩ ôn hoà Thom Tillis bỏ phiếu phản đối. Trong khi đó, Rick Scott, Mike Lee, Cynthia Lummis và Lisa Murkowski giữ lại phiếu của mình. Sau nhiều giờ thương lượng — trong đó bao gồm những điều khoản dành riêng cho Alaska nhằm thuyết phục Murkowski, và lãnh đạo Cộng hoà cam kết sẽ đưa ra một bản tu chính nhằm tăng cường cắt giảm Medicaid để làm hài lòng các nghị sĩ bảo thủ tài chính — các Thượng nghị sĩ Johnson, Scott, Lee, Lummis và Murkowski đã đổi ý và bỏ phiếu thuận. Việc thông qua đề nghị này chính thức mở ra giai đoạn “vote-a-rama”, tức phiên bỏ phiếu kéo dài không giới hạn với vô số tu chính án được đưa ra. Tuy nhiên, trước khi quá trình đó có thể bắt đầu, các Thượng nghị sĩ Dân chủ đã yêu cầu thư ký Thượng viện đọc toàn bộ 940 trang của dự luật, nhằm nhấn mạnh phần cắt giảm Medicaid. “Vote-a-rama” chính thức bắt đầu hai ngày sau, vào sáng sớm ngày 30 tháng 6. Một trong số ít các tu chính án được thông qua — với tỉ lệ 99–1 — là loại bỏ lệnh cấm tạm thời đối với luật AI cấp bang. Đợt bỏ phiếu này lập kỉ lục là phiên “vote-a-rama” có số lượng phiếu tu chính nhiều nhất trong lịch sử Thượng viện.
Sau hơn 24 giờ “vote-a-rama”, dự luật được thông qua tại Thượng viện vào ngày 1 tháng 7 năm 2025 với tỉ lệ sít sao 51–50, theo đường lối đảng phái. Các Thượng nghị sĩ Cộng hoà Rand Paul, Thom Tillis và Susan Collins đã bỏ phiếu chống, buộc Phó Tổng thống kiêm Chủ tịch Thượng viện Hoa Kỳ JD Vance phải bỏ phiếu quyết định phân định thắng thua.

## Tác động xã hội
Theo phân tích từ các tổ chức độc lập, ngay cả khi tính đến các khoản cắt giảm chi tiêu, dự luật này vẫn có thể khiến nợ công của Hoa Kỳ tăng thêm gần 3 nghìn tỉ USD trong vòng 10 năm tới. Văn phòng Ngân sách Quốc hội Hoa Kỳ (CBO) ước tính rằng đến năm 2027, 10% dân số có thu nhập thấp nhất sẽ mất khoảng 2% thu nhập, trong khi 10% tầng lớp giàu nhất sẽ tăng thêm 4% thu nhập. Điều đó có nghĩa là khoảng cách giàu nghèo sẽ càng nới rộng, làm xói mòn công bằng xã hội.
Việc cắt giảm chi tiêu cho các chương trình dân sinh cũng gây ra những hậu quả tức thời và nghiêm trọng. Ít nhất 13,7 triệu người có thể mất bảo hiểm y tế, điều này sẽ tạo áp lực khổng lồ lên hệ thống chăm sóc sức khoẻ và đe dọa sự ổn định xã hội. Người khuyết tật, cựu chiến binh và người cao tuổi — những nhóm dễ bị tổn thương nhất — sẽ gặp khó khăn trong việc tiếp cận dịch vụ thiết yếu, khiến mâu thuẫn xã hội gia tăng là điều khó tránh khỏi.
Uỷ ban Trách nhiệm Ngân sách Liên bang Mỹ (CRFB) đã bày tỏ quan ngại sâu sắc, gọi dự luật này là “một sự coi thường trắng trợn đối với kỷ luật tài khoá”. Theo ước tính, nếu dự luật được thông qua như hiện tại, nợ công liên bang có thể tăng thêm khoảng 3,8 nghìn tỉ USD trong vòng một thập kỉ, nâng tổng nợ từ mức khoảng 36,2 nghìn tỉ USD hiện nay lên mức cao kỉ lục mới.
Không chỉ vậy, dự luật còn có nguy cơ tạo ra một “vách đá tài khoá” trong tương lai — tức khi các chính sách cắt giảm thuế và tăng chi tiêu đồng loạt hết hiệu lực, sẽ để lại khoảng trống ngân sách khổng lồ cần bù đắp. Nếu tiếp tục kéo dài các chính sách đó, ngân sách liên bang có thể thiệt hại hàng nghìn tỉ USD.
Các tổ chức ngân sách và nhiều nhà kinh tế đều nhận định rằng các biện pháp cắt giảm chi tiêu không thể bù đắp đủ cho mức sụt giảm nguồn thu từ việc giảm thuế, cũng như việc tăng mạnh chi phí quốc phòng và các khoản chi khác. CBO cho biết, chỉ riêng phiên bản “Đạo luật To Đẹp” do Hạ viện thông qua đã khiến khoản chi trả lãi suất nợ quốc gia mỗi năm tăng trung bình 55 tỉ USD trong 10 năm tới.
Cuối cùng, theo ước tính của CBO, những hộ nghèo nhất nước Mỹ sẽ mất gần 4% thu nhập, trong khi những người giàu nhất lại tăng thu nhập trên 2%, qua đó củng cố đặc quyền cho giai cấp thượng tầng và làm sâu sắc thêm bất công xã hội.